# Pstry krzyż
Pstry krzyż (niem. Buntkreuz), pstre strzelanie (niem. Buntschießen) – taktyka mieszanego ostrzału artyleryjskiego stosowana przez Niemcy pod koniec I wojny światowej. Nazwa wzięła się od różnobarwnych krzyży malowanych na pociskach chemicznych wypełnionych bojowymi środkami trującymi. Opracowanie tej metody przypisuje się ppłk. Georgowi Bruchmüllerowi, choć niezależnie od niego była stosowana także przez Francję i Wielką Brytanię.
Taktyka stosowana była od połowy 1917 roku do końca wojny. Z reguły wykorzystywano zielony i błękitny krzyż. Pstry krzyż był o wiele bardziej skuteczny od ostrzału jednym typem pocisków chemicznych, narażając przeciwnika na zatrucie różnymi rodzajami środków trujących. W 1918 roku co drugi pocisk niemiecki wypełniony był środkiem trującym. Łącznie przez całą wojnę Niemcy wyprodukowali około 34 000 000 pocisków chemicznych wszystkich kalibrów.